# 뱅! (카드 게임)
뱅!(Bang!)은 게임 디자이너 에밀리아노 샤라(Emiliano Sciarra)가 디자인하고 이탈리아의 다빈치 게임즈가 발행한 카드 게임이다. 한국에서는 인터하비에서 정식 한국어판을 유통하고 있다. 또한 오리진스 상에서 2003년 최고의 전통 카드 게임(Best Traditional Card Game of 2003) 부문과 최고의 카드 게임 및 확장판 그래픽 디자인 부문에서 상을 받았다.

## 게임 구성
'뱅!'은 게임카드 80장, 캐릭터 카드 16장, 역할카드 7장, 요약카드 7장, 판 7개, 총알 30개, 설명서 1부로 구성되어 있다.

## 파생작
주사위 게임인 뱅! 주사위게임이 있다.

## 같이 보기
- 마피아 (게임)